# Heinkel P.1079
El Heinkel P.1079 fue un proyecto de caza de reacción todo tiempo alemán diseñado por Heinkel en las etapas finales de la Segunda Guerra Mundial. El P.1079 sólo fue un diseño, nunca fue producido.

## Diseño y desarrollo
En 1945, el Ministerio del Aire del Reich (RLM) pedía nuevos diseños para una nueva generación de cazas de reacción como el Horten Ho 229 y el Focke Wulf Ta 183. Uno de esos diseños fue el He P.1079. El diseño inicial, conocido como P.1079A, era un caza nocturno con cola en V y alas en flecha. Los diseños segundo y tercero eran alas volantes con un único plano de cola que reemplazaba la cola en V del diseño original. El P.1079.B2 era un ala volante sin ningún tipo de cola. Ninguno de estos diseños fue producido, y no se ha encontrado ninguna prueba de que ninguno fuera entregado al RLM. El trabajo en el desarrollo de este avión cesó definitivamente con el final de la Segunda Guerra Mundial.

## Variantes
He P.1079A
Primer diseño con alas en flecha de 35º y cola en V. Con 13 m de envergadura y 14,25 m de altura, sería un caza nocturno biplaza propulsado por dos turborreactores Heinkel HeS 011 situados en las raíces alares. El armamento previsto serían cuatro cañones MK 108 de 30 mm.
He P.1079B
El segundo diseño se acercaba a la forma de ala volante, tenía un plano de cola vertical y alas de gaviota con flecha de 45°. Con una envergadura de 13 m y longitud de 9 m, este diseño sería un caza pesado todo tiempo monoplaza. Tendría los mismos motores y armamento previstos para el P.1079A.
He P.1079B-2 (Entwurf II)
El último diseño del He P.1079 era una revisión del P.1079B. Era una versión biplaza sin cola y sus alas tenían una flecha muy pronunciada. Este diseño podría albergar seis tanque de combustible en las alas.

## Especificaciones (previstas para el P1079B-2)
Referencia datos: Luft46.

### Características generales
- Tripulación: 2
- Longitud: 9,48 m
- Envergadura: 13,13 m
- Planta motriz: 2× Turborreactor Heinkel HeS 011.

### Rendimiento
- Velocidad máxima operativa (Vno): 1.015 km/h

### Armamento
- Cañones: 4× MK 108 de 30 mm, 2 en el morro y 2 en las alas.

### Aeronaves similares
- Horten Ho 229
- Messerschmitt Me 262

### Listas relacionadas
- Anexo:Proyectos y prototipos de aeronaves de Alemania en la Segunda Guerra Mundial